# Gouden Lomonosov-medaille

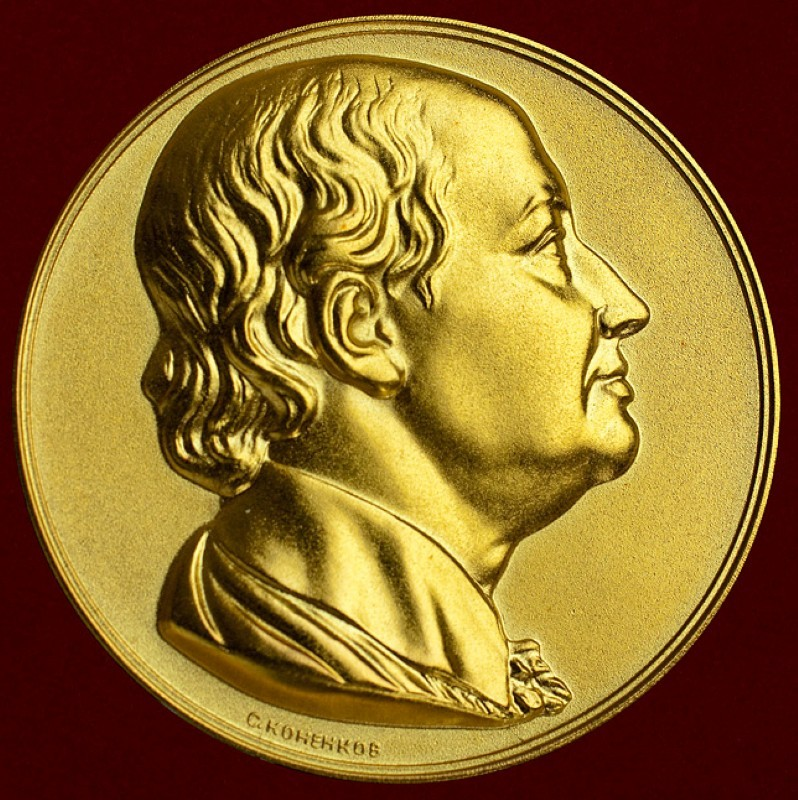
Gouden Lomonosov-medaille

De Gouden Lomonosov-medaille (Russisch: Большая золотая медаль имени М. В. Ломоносова, Bolsjaja zolotaja medal imeni M. V. Lomonosova), ook vaak vertaald als Lomonosov Gouden Medaille. De medaille is vernoemd naar de Russische wetenschapper, schrijver en kunstenaar Michail Lomonosov, deze wordt sinds 1959 elk jaar uitgereikt voor buitengewone prestaties op het gebied van de natuurwetenschappen en geesteswetenschappen door de Russische Academie van Wetenschappen; voorheen Academie van Wetenschappen van de USSR. Sinds 1965 worden jaarlijks twee medailles uitgereikt, één aan een Rus en één aan een buitenlandse wetenschapper. Het is de hoogste onderscheiding van de academie. Van 1990 tot en met 1992 is de prijs niet uitgereikt, dit in verband met de val van de Sovjet-Unie. Gerard 't Hooft in 2010 en Paul Crutzen in 2019 zijn de enige Nederlandse wetenschappers die de medaille hebben ontvangen.

## Ontvangers van de Gouden Lomonosov-medaille
| Jaar | Land                           | Naam                                 | Vakgebied                                                           |
| ---- | ------------------------------ | ------------------------------------ | ------------------------------------------------------------------- |
| 1959 | Sovjet-Unie                    | Pyotr Leonidovich Kapitsa            | Fysica van de gecondenseerde materie                                |
| 1962 | Sovjet-Unie                    | Aleksandr Nesmejanov                 | scheikunde                                                          |
| 1964 | Japan                          | Shinichiro Tomonaga                  | natuurkunde                                                         |
| 1964 | Japan                          | Hideki Yukawa                        | theoretische natuurkunde                                            |
| 1965 | Sovjet-Unie                    | Nikolaj Vasiljevitsj Belov           | kristallografie                                                     |
| 1965 | Australië                      | Howard Florey                        | farmacie                                                            |
| 1967 | Sovjet-Unie                    | Igor Tamm                            | theoretische natuurkunde                                            |
| 1967 | Verenigd Koninkrijk            | Cecil Frank Powell                   | natuurkunde van de elementaire deeltjes                             |
| 1968 | Sovjet-Unie                    | Vladimir Aleksandrovitsj Engelgardt  | biochemie en moleculaire biologie                                   |
| 1968 | Hongarije                      | István Rusznyák                      | geneeskunde                                                         |
| 1969 | Sovjet-Unie                    | Nikolaj Semjonov                     | fysische chemie                                                     |
| 1969 | Italië                         | Giulio Natta                         | Polymeerchemie                                                      |
| 1970 | Sovjet-Unie                    | Ivan Matvejevitsj Vinogradov         | geochemie                                                           |
| 1970 | Frankrijk                      | Arnaud Denjoy                        | wiskunde                                                            |
| 1971 | Sovjet-Unie                    | Viktor Hambartsoemian                | astronomie en astrofysica                                           |
| 1971 | Zweden                         | Hannes Alfvén                        | plasmafysica en astrofysica                                         |
| 1972 | Sovjet-Unie                    | Nikoloz Moeschelioevili              | wiskunde en mechanica                                               |
| 1972 | Duitse Democratische Republiek | Max Steenbeck                        | technische natuurkunde en plasmafysica                              |
| 1973 | Sovjet-Unie                    | Aleksandr Pavlovitsj Vinogradov      | geochemie                                                           |
| 1973 | Tsjecho-Slowakije              | Vladimír Zoubek                      | geologie                                                            |
| 1974 | Sovjet-Unie                    | Aleksandr Ivanovitsj Tselikov        | metallurgie                                                         |
| 1974 | Bulgarije                      | Angel Balevski                       | metallurgie                                                         |
| 1975 | Sovjet-Unie                    | Mstislav Vsevolodovitsj Keldysj      | wiskunde, mechanica en ruimteonderzoek                              |
| 1975 | Frankrijk                      | Maurice Roy                          | mechanica                                                           |
| 1976 | Sovjet-Unie                    | Semjon Isaakovitsj Volfkovitsj       | scheikunde                                                          |
| 1976 | Duitse Democratische Republiek | Herman Klare                         | scheikunde                                                          |
| 1977 | Sovjet-Unie                    | Michail Aleksejevitsj Lavrentjev     | wiskunde en mechanica                                               |
| 1977 | Verenigde Staten               | Linus Pauling                        | wiskunde en biochemie                                               |
| 1978 | Sovjet-Unie                    | Anatoli Petrovitsj Aleksandrov       | wiskunde en mechanica                                               |
| 1978 | Verenigd Koninkrijk            | Alexander Todd                       | organische chemie                                                   |
| 1979 | Sovjet-Unie                    | Aleksandr Oparin                     | biochemie                                                           |
| 1979 | Hongarije                      | Béla Szőkefalvi-Nagy                 | wiskunde                                                            |
| 1980 | Sovjet-Unie                    | Boris Evgenovitsj Paton              | metallurgie                                                         |
| 1980 | Tsjecho-Slowakije              | Jaroslav Kožešník                    | toegepaste wiskunde en mechanica                                    |
| 1981 | Sovjet-Unie                    | Vladimir Aleksandrovitsj Kotelnikov  | stralingsfysica en elektronica                                      |
| 1981 | Joegoslavië                    | Pavle Savić                          | scheikunde en natuurkunde                                           |
| 1982 | Sovjet-Unie                    | Joeli Borisovitsj Chariton           | natuurkunde                                                         |
| 1982 | Verenigd Koninkrijk            | Dorothy Crowfoot Hodgkin             | biochemie en Kristalchemie                                          |
| 1983 | Sovjet-Unie                    | Andrej Lvovitsj Koersanov            | plantenfysiologie                                                   |
| 1983 | Pakistan                       | Abdus Salam                          | natuurkunde                                                         |
| 1984 | Sovjet-Unie                    | Nikolaj Bogoljoebov                  | theoretische natuurkunde                                            |
| 1984 | Duitse Democratische Republiek | Rudolf Mössbauer                     | natuurkunde                                                         |
| 1985 | Sovjet-Unie                    | Michail Aleksandrovitsj Sadovski     | geologie en geofysica                                               |
| 1985 | Mexico                         | Guillermo Haro                       | astrofysica                                                         |
| 1986 | Sovjet-Unie                    | Svjatoslav Nikolajevitsj Fjodorov    | oogheelkunde en microchirurgie                                      |
| 1986 | Tsjecho-Slowakije              | Josef Říman                          | biochemie                                                           |
| 1987 | Sovjet-Unie                    | Aleksandr Prochorov                  | natuurkunde                                                         |
| 1987 | Verenigde Staten               | John Bardeen                         | natuurkunde                                                         |
| 1988 | Sovjet-Unie                    | Sergej Sobolev                       | wiskunde                                                            |
| 1988 | Frankrijk                      | Jean Leray                           | wiskunde                                                            |
| 1989 | Sovjet-Unie                    | Nikolaj Basov                        | natuurkunde                                                         |
| 1989 | Verenigde Staten               | Hans Bethe                           | natuurkunde                                                         |
| 1993 | Rusland                        | Dmitri Sergejevitsj Lichatsjov       | geesteswetenschappen                                                |
| 1993 | Verenigde Staten               | John Kenneth Galbraith               | economie en sociale wetenschappen                                   |
| 1994 | Rusland                        | Nikolaj Konstantinovitsj Kotsjetkov  | scheikunde van koolhydraten                                         |
| 1994 | Verenigde Staten               | James Watson                         | moleculaire biologie                                                |
| 1995 | Rusland                        | Vitali Ginzburg                      | theoretische natuurkunde en astrofysica                             |
| 1995 | Frankrijk                      | Anatole Abragam                      | kernfysica                                                          |
| 1996 | Rusland                        | Nikolaj Nikolajevitsj Krasovski      | wiskunde                                                            |
| 1996 | Duitsland                      | Friedrich Hirzebruch                 | algebraïsche meetkunde en algebraïsche topologie                    |
| 1997 | Rusland                        | Boris Sergejevitsj Sokolov           | geologie en paleontologie                                           |
| 1997 | Verenigde Staten               | Frank Press                          | natuurkunde                                                         |
| 1998 | Rusland                        | Aleksandr Solzjenitsyn               | Russische taal, literatuur en geschiedenis                          |
| 1998 | Japan                          | Yosikazu Nakamura                    | slavistiek                                                          |
| 1999 | Rusland                        | Valentin Lavrentjevitsj Janin        | archeologie en studie van middeleeuwen in Rusland                   |
| 1999 | Duitsland                      | Michael Müller-Wille                 | buitenlandse betrekkingen van middeleeuws Rusland                   |
| 2000 | Rusland                        | Andrej Viktorovitsj Gaponov-Grechov  | elektrodynamica, natuurkunde van plasma en elektrofysica            |
| 2000 | Verenigde Staten               | Charles Townes                       | kwantumelektronica                                                  |
| 2001 | Rusland                        | Aleksandr Sergejevitsj Spirin        | biochemie van nucleïnezuur en ribosomen                             |
| 2001 | Verenigde Staten               | Alexander Rich                       | biochemie van nucleïnezuur en ribosomen                             |
| 2002 | Rusland                        | Olga Ladyzjenskaja                   | wiskunde en wiskundige natuurkunde                                  |
| 2002 | Zweden                         | Lennart Carleson                     | wiskunde                                                            |
| 2003 | Rusland                        | Jevgeni Ivanovitsj Tsjazov           | cardiologie                                                         |
| 2003 | Verenigde Staten               | Michael DeBakey                      | cardiologie                                                         |
| 2004 | Rusland                        | Goeri Ivanovitsj Martsjoek           | kernfysica en oceaanfysica                                          |
| 2004 | Verenigde Staten               | Edward Lorenz                        | wiskunde                                                            |
| 2005 | Rusland                        | Joeri Andrejevitsj Osipjan           | natuurkunde                                                         |
| 2005 | Verenigd Koninkrijk            | Peter Hirsch                         | natuurkunde                                                         |
| 2006 | Rusland                        | Nikolaj Pavlovitsj Lavjorov          | geologie en geofysica                                               |
| 2006 | Verenigde Staten               | Rodney Charles Ewing                 | mineralogie en radioactief afvalverwerking                          |
| 2007 | Rusland                        | Andrej Anatoljevitsj Zaliznjak       | linguïstiek                                                         |
| 2007 | Verenigd Koninkrijk            | Simon Franklin                       | Russische geschiedenis en cultuur                                   |
| 2008 | Rusland                        | Jevgeni Primakov                     | sociale wetenschappen                                               |
| 2008 | Frankrijk                      | Hélène Carrère d'Encausse            | politicologie en sociologie van Sovjet en postcommunistisch Rusland |
| 2009 | Rusland                        | Vadim Tichonovitsj Ivanov            | bio-organische chemie                                               |
| 2009 | Japan                          | Ryoji Noyori                         | organische chemie                                                   |
| 2010 | Rusland                        | Spartak Timofejevitsj Beljajev       | natuurkunde                                                         |
| 2010 | Nederland                      | Gerard 't Hooft                      | natuurkunde                                                         |
| 2011 | Rusland                        | Vladimir Aleksandrovitsj Tartakovski | scheikunde                                                          |
| 2011 | Verenigde Staten               | Roald Hoffmann                       | scheikunde                                                          |
| 2012 | Rusland                        | Gleb Vsevolodovitsj Dobrovolski      | bodemkunde                                                          |
| 2012 | Verenigde Staten               | Richard Warren Arnold                | toegepaste bodemkunde                                               |
| 2013 | Rusland                        | Ljoedvig Dmitriejevitsj Faddejev     | deeltjesfysica                                                      |
| 2013 | Verenigde Staten               | Peter Lax                            | hydrodynamica                                                       |
| 2014 | Rusland                        | Anatoli Pantelejevitsj Derevjanko    | geschiedenis en archeologie                                         |
| 2014 | Zweden                         | Svante Pääbo                         | archeologie en paleogenetica                                        |
| 2015 | Rusland                        | Leonid Veniaminovitsj Keldysj        | kwantummechanica en het tunneleffect                                |
| 2015 | Canada                         | Paul Corkum                          | natuurkunde en laserfysica                                          |
| 2016 | Rusland                        | Dmitri Georgiejevitsj Knorre         | scheikunde van nucleïnezuur                                         |
| 2016 | Verenigde Staten               | Sidney Altman                        | biochemie van nucleïnezuur                                          |
| 2017 | Rusland                        | Joeri Oganesjan                      | kernfysica                                                          |
| 2017 | Zweden                         | Björn Jonson                         | kernfysica                                                          |
| 2018 | Rusland                        | Iosif Isajevitsj Gitelzon            | biofysica                                                           |
| 2018 | Verenigde Staten               | Martin Chalfie                       | scheikunde                                                          |
| 2019 | Rusland                        | Georgi Sergejevitsj Golitsyn         | atmosferische fysica                                                |
| 2019 | Nederland                      | Paul Crutzen                         | Atmosfeerchemie                                                     |
| 2020 | Rusland                        | Sergej Petrovitsj Novikov            | topologie                                                           |
| 2020 | Verenigde Staten               | John Willard Milnor                  | topologie                                                           |
| 2021 | Rusland                        | Georgi Pavlovitsj Georgiejev         | moleculaire biologie                                                |
| 2021 | Verenigd Koninkrijk            | Richard John Roberts                 | moleculaire biologie                                                |
| 2022 | Rusland                        | Joeri Viktorovitsj Natotsjin         | Biologie                                                            |
| 2022 | Verenigd Koninkrijk            | Denis Noble                          | Cardiovasculaire fysiologie                                         |
| 2023 | Rusland                        | Dmitri Michajlovitsj Klimov          | Mechanica                                                           |
| 2023 | Duitsland                      | Holm Altenbach                       | Mechanica                                                           |
| 2024 | Rusland                        | Aleksandr Nikolajevitsj Konovalov    | Neurochirurgie                                                      |
| 2024 | Servië                         | Lukas Rasulitsj                      | Neurochirurgie                                                      |